# Miltochrista striata
Miltochrista striata är en fjärilsart som beskrevs av Bao-kun Zhang och G. 1852. Miltochrista striata ingår i släktet Miltochrista och familjen björnspinnare. Inga underarter finns listade i Catalogue of Life.